# Slovo a slovesnost
Slovo a slovesnost (zkratka SaS), podtitul Časopis pro otázky teorie a kultury jazyka založený v roce 1935 Pražským lingvistickým kroužkem, je český jazykovědný odborný časopis vydávaný čtyřikrát ročně Ústavem pro jazyk český Akademie věd České republiky. Je v Česku jedním z nejprestižnějších převážně česky psaných časopisů, které publikují články z obecné lingvistiky a příbuzných oborů. Věnuje se sémiotice, sémantice, gramatice, pragmatice, sociolingvistice, psycholingvistice, textové lingvistice, teorii překladu atd.
Časopis byl založen roku 1935 jako orgán Pražského lingvistického kroužku.
Vedoucím redaktorem časopisu je Petr Kaderka, výkonnou redaktorkou Eva Havlová.